# ダルムシュタットの聖母
『ダルムシュタットの聖母』（ダルムシュタットのせいぼ、独: Darmstädter Madonna、英: Darmstadt Madonna）、または『ヤコプ・マイヤー・ツム・ハーゼンの聖母』（ヤコプ・マイヤー・ツム・ハーゼンのせいぼ、独: Madonna des Bürgermeisters Meyer、英: Madonna of Jakob Meyer zum Hasen）は、ドイツ・ルネサンス期の画家ハンス・ホルバインが1526-1528年に板上に油彩で制作した絵画である。バーゼルで完成したこの作品は、聖母マリアと幼子イエス・キリストの周囲に集まっているバーゼル市長ヤコプ・マイヤー・ツム・ハーゼン、彼の先妻 (すでに亡くなっていた) 、後妻、そして娘を表している。ホルバインの宗教画の大作の中でも最後の作品であり、最も有名な作品である。また、とりわけ個々の人物の描き方、空間表現、皺のある絨毯の描き方などに見られる写実性の点で最も成功している作品でもある。

## 作品
聖母マリアはホタテ貝型の壁龕に立ち、幼子イエスを抱いて、マイヤーの家族に囲まれている。聖母の右側で横顔を見せているのはマイヤーの最初の妻マクダレーン・バール、その手前にいるのが後妻のドロテア、一番手前で跪いているのは娘のアナである。左側にいる2人の男の子について、フラニー・モイル (Franny Moyle) は「少年と赤ん坊はマイヤーの亡くなった2人の息子である」と記述している。
聖母のモデルは、ホルバインの愛人マクダレーナ・オッフェンブルクであると考えられている。聖母が被っている神聖ローマ帝国の王冠を模した環状の王冠は、聖母を「天の女王」として認めるものである。本作は「慈悲の聖母」の類型で、寄進者であるマイヤーが自身と家族のために神の保護を求めている。絵画は、積極的に宗教改革に反対した市長のカトリック信仰を証言したものであるが、例外的にマイヤーは聖母マリアと同じ大きさで描かれている。
ホルバインの『ダルムシュタットの聖母』はドイツとイタリア両方の絵画の特徴を備えている。冷たい写実主義と線の精密さはドイツ絵画の伝統にあるものである。一方、左右対称的な「慈悲の聖母」の構図、古典的なモティーフ、聖母の柔和な顔つきなどはイタリア・ルネサンス絵画を起源とする。
ファニー・モイルによれば、本作は、アンドレア・マンテーニャによる1496年の『勝利の聖母』 (ルーヴル美術館) に影響を受けており、両作の遠近法的アプローチは…ほとんど同じである」という。2人の男の子はラファエロ的なピラミッド型構図に収まっており、金髪の巻き毛とぽっちゃりとした頬の赤ん坊はレオナルド・ダ・ヴィンチの類型である。幼子イエスの勇敢に伸ばされた腕に見られる前面短縮法、赤ん坊の自然なポーズはレオナルドの『岩窟の聖母』 (ルーヴル美術館) を想起させる。
作品は以前ダルムシュタットにあったので、題名も『ダルムシュタットの聖母』となっているが、2004年から2011年まではフランクフルトのシュテーデル美術館に寄託されていた。2012年に絵画は、ヴュルト (Würth)・コレクションのオールド・マスター絵画の常設展示作品としてシュヴェービッシュ・ハルのヨハニテル教会に展示された。